# Seneciosäure
Seneciosäure ist eine ungesättigte und kurzkettige Monocarbonsäure aus der Gruppe der Alkensäuren. Es ist eine methylverzweigte Fettsäure. Sie kommt im Rhizom  von Farfugium japonicum (Syn.: Senecio kaempferi) aus der Familie der Asteraceae vor.
Die Darstellung erfolgt aus Mesityloxid durch Umsetzung mit Kaliumhypochlorit, wobei die zur Ketogruppe benachbarte Methylgruppe oxidiert wird. Aus dem dabei entstandenen Kaliumsalz wird die Carbonsäure durch Zugabe von Schwefelsäure freigesetzt.

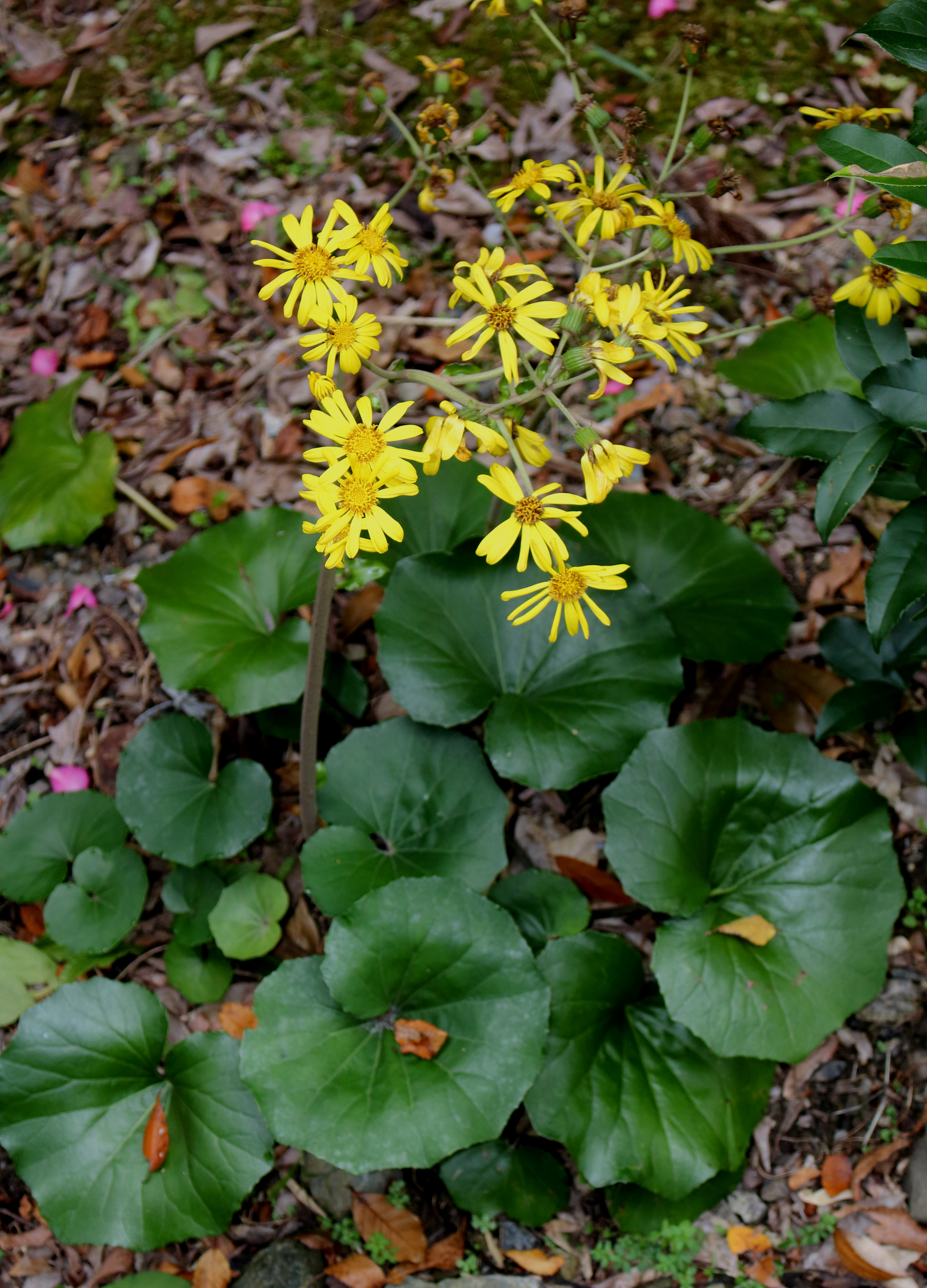
Farfugium japonicum